# Франк Лобос
Франк Лобос (ісп. Frank Lobos Acuña, нар. 25 вересня 1976, Сантьяго) — чилійський футболіст, що грав на позиції півзахисника. Виступав, зокрема, за клуб «Коло-Коло».

## Життєпис
Народився 25 вересня 1976 року в місті Сантьяго. Вихованець футбольної школи клубу «Коло-Коло». Дорослу футбольну кар'єру розпочав 1994 року в основній команді того ж клубу, в якій провів чотири сезони. 
Згодом з 1999 по 2005 рік грав у складі команд клубів «Депортес Ла-Серена», «Евертон» (Вінья-дель-Мар), «Депортес Консепсьйон», «Расінг», «Міто Холліхок» та «Депортес Пуерто-Монт».
Завершив професіональну ігрову кар'єру у клубі «Васко да Гама», за команду якого виступав протягом 2006 року. Він був покараний Дисциплінарним судом АНФП на 10 років повної заборони діяльності, пов'язаної з футболом, після визнання його винним у хабарництві.
Найбільшим успіхом у кар'єрі Франка стало 3-є місце юнацької збірної Чилі U-17 на чемпіонаті світу серед 17-річних 1993 року в Японії. Був одним з основних гравців тієї команди, разом з Мануелем Нейрою, Гектором Тапія, Данте Полі, Себастьяном Розенталем, Арієлем Саласем, Патрісіо Галасем, Алехандро Осоріо, Нельсоном Гаррідо, Пабло Герцегом, Діоном Валле та іншими.